# نگان چئوک پن
نگان چئوک پن (انگلیسی: Ngan Cheuk Pan؛ زادهٔ ۲۲ ژانویهٔ ۱۹۹۸) بازیکن فوتبال است.
از باشگاه‌هایی که در آن بازی کرده‌است می‌توان به باشگاه ورزشی کیتچی اشاره کرد.
وی همچنین در تیم ملی فوتبال هنگ کنگ بازی کرده‌است.